# ФК Обилић Херцег Нови
Фудбалски клуб Обилић Херцег Нови, црногорски је фудбалски клуб из херцегновског насеља Зеленика, који се тренутно такмичи у Трећој лиги Црне Горе —Југ. Основан је 2010. године, утакмице као домаћин играо је на стадиону у Суторини, капацитета 300 гледалаца.
Такмичио се у регији Југ до краја сезоне 2021/22. када је сениорски тим престао са такмичењем, а поново је почео да се такмичи у сезони 2024/25.

## Историја
Клуб је основан 15. фебруара 2010. године на Сретење Господње, на основу некадашњег ФК Обилић, из Зеленике, који је постојао од 1924. до 1941. године.